# 夏威夷足球隊
夏威夷足球隊（英語：Team Hawaii）是一支以美國夏威夷檀香山為基地的足球隊，於1977年在北美足球聯賽參加一個賽季。他們的主場是阿羅哈體育場。夏威夷足球隊前身為位於德克薩斯州圣安东尼奥的聖安東尼奧雷霆，經歷兩年不成功的賽季後，這支球隊在1977年賽季前搬到夏威夷。俱樂部最初由胡伯特·福格辛格（Hubert Vogelsinger）執教，但在賽季中途因病無法繼續執教，由查理·米切爾（Charlie Mitchell）接任，並擔任球員兼教練，直到賽季結束。在1977年賽季上，夏威夷戰績為11勝15負未能進入季後賽；在票房方面球隊的表現同樣不佳，這支球隊從未填滿他們的50,000座體育場（在四月對陣擁有比利的紐約宇宙比賽中，有12,877名觀眾到場，但其餘十二場主場比賽觀眾人數甚至不到一半；整個賽季每場比賽平均觀眾人數僅為4,543。）。
由於距離對手相距數千英里，遠程往返成為夏威夷足球隊的一個重大問題，球隊經常前往美國本土參加四到五場的客場比賽，而來訪球隊通常會將在夏威夷的比賽與對西岸球隊的比賽協調安排，可以減少遠距離長征的麻煩和成本。由於觀眾人數稀少和高昂的長征成本，俱樂部在1977年估計損失了50萬至100萬美元。球隊考慮搬遷夏威夷的傳聞一直傳出，目的地包括密爾沃基、亞特蘭大或休斯頓的猜測後，最終夏威夷足球隊於1977年11月14日正式轉移到奧克拉荷馬州塔爾薩，成為塔爾薩粗獷者。
至今他們仍然是夏威夷唯一一隊的職業足球隊，也是該州兩支主要職業體育隊伍之一，另一支是1974年至1975年在WFL中參賽的夏威夷人隊（ The Hawaiians）。他們也是太平洋島嶼中第一支組建職業足球隊的島嶼。

## 賽季成績
| 年   | 聯盟 | 勝 | 負 | 積分 | 常規賽                      | 季後賽   | 觀眾人數 |
| ---- | ---- | -- | -- | ---- | --------------------------- | -------- | -------- |
| 1977 | NASL | 11 | 15 | 106  | 第4名, 太平洋會盟, 南部分區 | 未能晉級 | 4,543    |